# サリー・コンウェイ
サリー・コンウェイ（Sally Conway 1987年2月1日- ）は、イギリスのブリストル出身の柔道家。階級は女子70kg級。身長170cm。得意技は寝技。特に腕挫腕固。得意技の寝技はトップレベルとの評価を受けている。

## 人物
柔道は9歳の時に始めた。2005年にはスコットランドのエディンバラに移った。2006年の世界ジュニア78kg級では2位になった。2007年のU23ヨーロッパ選手権では3位だった。2009年の世界選手権では日本の渡邉美奈に背負投で敗れて5位に終わった。2011年のプレオリンピック大会では2位となった。2012年に地元で開催されたロンドンオリンピックでは2回戦でオランダのエディス・ボッシュの技ありで敗れた。2014年の英連邦競技大会ではスコットランド代表で出場して3位だった。2015年にはグランドスラム・バクーの決勝でオランダのキム・ポリングを一本勝ちしてグランドスラム大会初優勝を飾った。世界選手権では初戦で日本の新井千鶴と対戦するも、GSに入ってからの有効で敗れた。グランプリ・チェジュでは優勝した。グランドスラム・東京では初戦で日本の大野陽子の一本背負投で敗れた。2016年のリオデジャネイロオリンピックでは2回戦で世界チャンピオンのフランスのジブリズ・エマヌを上四方固で破るも、準決勝でコロンビアのジュリ・アルベアルの技ありで敗れたが銅メダルを獲得した。2018年のグランドスラム・パリでは決勝で世界チャンピオンの新井を破り、今大会イギリスの選手としてクレイグ・ファロン以来15年ぶりの優勝を飾った。東京で開催された世界選手権では準決勝でマリー＝エヴ・ガイエに敗れるも3位になった。2021年2月には正式に引退を表明した。その後、スウェーデンナショナルチームの監督に就任した。
彼女の得意技の腕挫腕固は多くの柔道家が一生に一度も試合で極めないで終わることも多いが、彼女は基本形だけでも国際試合で4回以上極めている。映像資料『講道館柔道 固技 分類と名称』で腕挫腕固に分類されている「肩袈裟固からの腕挫腕固」も国際試合で2回以上極めている。6回とも相手の右肘を極めている。

## 主な戦績
- 2006年 - 世界ジュニア　2位(78kg級)
- 2007年 - イギリス国際　優勝
- 2007年 - U23ヨーロッパ選手権　3位
- 2008年 - ドイツ国際　2位
- 2008年 - イギリス国際　優勝
- 2009年 - 世界選手権　5位
- 2009年 - ワールドカップ・ミンスク　優勝
- 2011年 - ワールドカップ・アピア　優勝
- 2011年 - プレオリンピック大会　2位
- 2012年 - ヨーロッパ選手権　7位
- 2013年 - グランプリ・サムスン　優勝
- 2013年 - グランプリ・アブダビ　3位
- 2013年 - グランプリ・チェジュ　3位
- 2014年 - グランプリ・デュッセルドルフ　2位
- 2014年 - グランプリ・サムスン　2位
- 2014年 - ヨーロッパ選手権　7位
- 2014年 - グランドスラム・バクー　2位
- 2014年 - 英連邦競技大会　3位
- 2014年 - ヨーロッパオープン・グラスゴー　優勝
- 2015年 - グランプリ・サムスン　3位
- 2015年 - グランプリ・ザグレブ　2位
- 2015年 - グランドスラム・バクー　優勝
- 2015年 - ヨーロッパ競技大会　7位
- 2015年 - グランプリ・チェジュ　優勝
- 2016年 -　グランドスラム・パリ　3位
- 2016年 - グランプリ・デュッセルドルフ　5位
- 2016年 - ヨーロッパ選手権　5位
- 2016年 - ワールドマスターズ　5位
- 2016年 - リオデジャネイロオリンピック 3位
- 2017年 - ヨーロッパオープン・クルジュ＝ナポカ　2位
- 2017年 - グランプリ・カンクン　2位
- 2018年 -　グランドスラム・パリ　優勝
- 2018年 -　グランプリ・アンタルヤ　3位
- 2018年 - ヨーロッパ選手権　2位
- 2018年 - グランプリ・ザグレブ　3位
- 2018年 - グランプリ・ブダペスト　3位
- 2018年 -　グランプリ・ハーグ　優勝
- 2019年 - グランドスラム・デュッセルドルフ　優勝
- 2019年 - 世界選手権　3位
- 2020年 -　グランプリ・テルアビブ　優勝

(出典、JudoInside.com)。　